# Oligosoma prasinum
Oligosoma prasinum — вид сцинкоподібних ящірок родини сцинкових (Scincidae). Ендемік Нової Зеландії.

## Поширення і екологія
Ophiomorus prasinum мешкають в околицях озера Текапо в центральній частині Південного острова. Вони живуть на луках.

## Збереження
МСОП класифікує цей вид як такий, що перебуває під загрозою зникнення. Oligosoma prasinum загрожує хижацтво з боку інтродукованих тварин.